# Wereldkampioenschappen boksen vrouwen 2014
De wereldkampioenschappen boksen 2014 vonden plaats van 13 tot en met 25 november 2014 in Jeju, Zuid-Korea. In deze achtste editie van de wereldkampioenschappen boksen voor vrouwen werd door 280 boksers uit 67 landen gestreden in tien gewichtscategorieën.

## Medailles
| Gewichtsklasse                 | Goud                  | Zilver              | Brons                                |
| ------------------------------ | --------------------- | ------------------- | ------------------------------------ |
| Lichtvlieggewicht (45 – 48 kg) | Nazym Kyzaibay        | Sarjubala Devi      | Chuthamat Raksat Madoka Wada         |
| Vlieggewicht (– 51 kg)         | Marlen Esparza        | Lisa Whiteside      | Terry Gordini Clelia Marques         |
| Bantamgewicht (– 54 kg)        | Stanimira Petrova     | Marzia Davide       | Ayşe Taş Elena Savelyeva             |
| Vedergewicht (– 57 kg)         | Zinaida Dobrynina     | Nesthy Petecio      | Tiara Brown Alessia Mesiano          |
| Lichtgewicht (– 60 kg)         | Katie Taylor          | Yana Alekseevna     | Yin Junhua Estelle Mossely           |
| Halfweltergewicht (– 64 kg)    | Anastasiia Beliakova  | Sandy Ryan          | Shim Hee-jung Sudaporn Seesondee     |
| Weltergewicht (– 69 kg)        | Atheyna Bylon         | Saadat Abdulaeva    | Elena Vystropova Erika Guerrier      |
| Middengewicht (– 75 kg)        | Claressa Shields      | Li Qian             | Nouchka Fontijn Ariane Fortin        |
| Halfzwaargewicht (– 81 kg)     | Yang Xiaoli           | Saweety             | Anastasiia Chernokolenko Elif Güneri |
| Zwaargewicht (+ 81 kg)         | Zenfira Magomedalieva | Lazzat Kungeibayeva | Wang Shijin Emine Bozduman           |

## Medaillespiegel
| Plaats | Land             | Goud | Zilver | Brons | Totaal |
| 1      | Rusland          | 3    | 1      | 1     | 5      |
| 2      | Verenigde Staten | 2    | 0      | 1     | 3      |
| 3      | China            | 1    | 1      | 2     | 4      |
| 4      | Kazachstan       | 1    | 1      | 0     | 2      |
| 5      | Bulgarije        | 1    | 0      | 0     | 1      |
| 5      | Ierland          | 1    | 0      | 0     | 1      |
| 5      | Panama           | 1    | 0      | 0     | 1      |
| 8      | Engeland         | 0    | 2      | 0     | 2      |
| 8      | India            | 0    | 2      | 0     | 2      |
| 10     | Italië           | 0    | 1      | 2     | 3      |
| 11     | Azerbeidzjan     | 0    | 1      | 1     | 2      |
| 12     | Filipijnen       | 0    | 1      | 0     | 1      |
| 13     | Turkije          | 0    | 0      | 3     | 3      |
| 14     | Frankrijk        | 0    | 0      | 2     | 2      |
| 14     | Thailand         | 0    | 0      | 2     | 2      |
| 16     | Brazilië         | 0    | 0      | 1     | 1      |
| 16     | Canada           | 0    | 0      | 1     | 1      |
| 16     | Japan            | 0    | 0      | 1     | 1      |
| 16     | Nederland        | 0    | 0      | 1     | 1      |
| 16     | Zuid-Korea       | 0    | 0      | 1     | 1      |
| 16     | Oekraïne         | 0    | 0      | 1     | 1      |
| Totaal | Totaal           | 10   | 10     | 20    | 40     |

## Deelnemende landen
Er deden 280 boksers uit 67 landen mee aan het toernooi.
- Afghanistan (2)
- Algerije (6)
- Argentinië (6)
- Australië (5)
- Azerbeidzjan (8)
- Barbados (1)
- Burundi (1)
- Wit-Rusland (4)
- Bolivia (1)
- Brazilië (7)
- Bulgarije (5)
- Centraal-Afrikaanse Republiek (1)
- Canada (5)
- China (10)
- Kameroen (2)
- Costa Rica (2)
- Kroatië (2)
- Tsjechië (4)
- Denemarken (1)
- Dominica (1)
- Duitsland (8)
- Egypte (2)
- Engeland (5)
- Spanje (3)
- Ethiopië (1)
- Finland (2)
- Frankrijk (4)
- Guatemala (1)
- Hongarije (10)
- India (10)
- Indonesië (3)
- Ierland (4)
- Italië (8)
- Jamaica (1)
- Japan (4)
- Kazachstan (10)
- Zuid-Korea (9)
- Laos (1)
- Lesotho (1)
- Litouwen (2)
- Marokko (5)
- Mexico (4)
- Mongolië (4)
- Montenegro (1)
- Nicaragua (1)
- Nederland (5)
- Nepal (2)
- Noorwegen (1)
- Nieuw-Zeeland (3)
- Panama (1)
- Filipijnen (3)
- Polen (5)
- Roemenië (8)
- Rusland (10)
- Senegal (2)
- Sri Lanka (3)
- Zwitserland (2)
- Zweden (4)
- Thailand (5)
- Chinees Taipei (7)
- Turkije (9)
- Oeganda (4)
- Oekraïne (9)
- Verenigde Staten (10)
- Vietnam (1)
- Wales (2)
- Zambia (2)